# L'avventura appassionata
L'avventura appassionata (The Passionate Adventure) è un film del 1924 diretto da Graham Cutts.

Tra gli interpreti, Alice Joyce, Clive Brook e Victor McLaglen. Marjorie Daw sposò Myron Selznick, futuro socio di Frank, il fratello di Alice Joyce.
Una copia del film con didascalie in tedesco è conservata al National Film and Television Archive.

## Trama
Un aristocratico, veterano di guerra, lascia la moglie, una signora altera e fredda, per aiutare una ragazza povera, togliendola dalle grinfie di un fidanzato brutale.

## Produzione
Prodotto dalla Gainsborough in Gran Bretagna. Nella troupe, anche uno dei primi accrediti per Alfred Hitchcock in qualità di montatore, sceneggiatore, scenografo e assistente alla regia.

## Distribuzione
Distribuito dalla Gaumont, il film è uscito in Gran Bretagna nel 1924 e negli USA l'8 dicembre 1924.

### Data di uscita
- UK 1924
- USA 8 dicembre 1924
- Francia 1928

Alias
- The Passionate Adventure UK (titolo originale)
- Aventura apasionada Venezuela
- Ehe in Gefahr Germania
- L'avventura appassionata Italia